# Markus Krunegård
Anders Markus Krunegård (Norrköping, 6 aprile 1979) è un cantante svedese.

## Biografia
Markus Krunegård è salito alla ribalta col primo album in studio Markusevangeliet, arrivato nella top ten della Sverigetopplistan. Ha ottenuto risultati migliori coi dischi Prinsen av Peking (2009) e Mänsklig värme (2012), dischi arrivati rispettivamente al 9º posto e al vertice della classifica svedese.
Rastlöst blod (2014), quarto LP, è stato il suo secondo disco a raggiungere la top five nazionale. I huvet på en idiot, i en bar, på en ö, i ett hav, på en ö, i en bar, i huvet på en idiot (2018), invece, si è fermato alla 2ª posizione della graduatoria.
Tutti frutti - från lokalen under sushin e Kemtvätten, entrambi usciti tre anni più tardi, si sono classificati nella top 40 svedese.

## Discografia

### Album in studio
- 2008 – Markusevangeliet
- 2009 – Prinsen av Peking
- 2009 – Lev som en gris, dö som en hund
- 2012 – Mänsklig värme
- 2014 – Rastlöst blod
- 2018 – I huvet på en idiot, i en bar, på en ö, i ett hav, på en ö, i en bar, i huvet på en idiot
- 2021 – Tutti frutti - från lokalen under sushin
- 2021 – Kemtvätten
- 2023 – Nokia & Ericsson
- 2025 – Bastard

### EP
- 2009 – Lead Singer Syndrome EP
- 2015 – Härskarens teknik
- 2020 – Så mycket bättre 2020 - Tolkningarna

### Singoli
- 2008 – Det är ett idogt jobb att driva ungdomen ut ur sin kropp
- 2009 – Hollywood Hills
- 2009 – Hela livet var ett disco
- 2010 – Lev som en gris dö som en hund
- 2018 – Ben kött & känsler
- 2018 – Tur att vi lever samtidigt
- 2018 – Oaoae vi förlorade (con Miriam Bryant)
- 2018 – Så också i Finspång
- 2018 – Trointeduärnåt City
- 2019 – Stad i ljus
- 2020 – Ett liv, ett lag
- 2021 – Sentimental Attack
- 2021 – Vill ha dig
- 2021 – Bonnie Hill Dr.
- 2021 – Sommartider hej! (feat. Little Jinder)
- 2021 – Det var en gång i Lissabon (feat. Klara Söderberg)
- 2021 – Kemtvätten
- 2021 – Hela halva mig
- 2023 – Miss Joensuu
- 2023 – Mä tykkään sust
- 2023 – Maybe/Mayday
- 2024 – Inget halleluja
- 2024 – Fakta: Fucked Up
- 2024 – God Jul